# Låt den rätte komma in
Låt den rätte komma in (Engelse titel: Let the Right One In) is een Zweedse horrorfilm uit 2008 onder regie van Tomas Alfredson.
De film is gebaseerd op het gelijknamige boek van John Ajvide Lindqvist, tevens schrijver van het scenario. De film won meer dan 55 internationale filmprijzen, waaronder de Saturn- en de British Independent Film Award voor beste internationale film, de Black Tulip Award en de Silver Scream Award van het Amsterdam Fantastic Film Festival 2009, de Gouden Raaf van het Brussels International Festival of Fantastic Film 2009 en de Grand Prize of European Fantasy Film in Gold van het Filmfestival van Sitges 2008.
In 2010 volgde een Amerikaanse remake met de titel Let Me In (film).

## Verhaal
In het jaar 1982 leeft de introverte, 12-jarige Oskar met zijn moeder Yvonne – na de scheiding met zijn vader Erik – in Blackeberg, een buitenwijk ten westen van Stockholm. De verlegen jongen heeft nauwelijks contact met leeftijdsgenoten en vermaakt zich in zijn fantasie met het bedenken van wraakscenario's om zijn belagers voorgoed een lesje te leren. Hoofdpester Conny en handlangers Martin en Andreas treiteren hem dagelijks met verbaal en lichamelijk geweld, waarbij de eenzame Oskar de aanvallen van zijn kwelgeesten lijdzaam ondergaat.
In de duisternis van de nacht ziet Oskar door het raam van zijn slaapkamer voor de deur een auto stoppen met de nieuwe buren, het 12-jarige meisje Eli en de oudere man Håkan. De goudblonde Oskar ontmoet de gitzwarte Eli op een avond persoonlijk tijdens het buitenspelen, maar het meisje vertelt haar buurjongen direct dat hij niet op een vriendschap met haar moet hopen. In hun avondlijke momenten van samenzijn blijft Oskar hartelijk tegen Eli en langzamerhand ontvouwt zich een innige genegenheid tussen de "freaky" figuren. Hoewel hun werelden  overdag gescheiden zijn, voeren de eenlingen 's nachts gesprekken door middel van morseberichten. Oskar raakt verliefd op zijn begeerlijke buurmeisje, maar verwondert zich evenzeer over haar immer van zonlicht afgeschermde slaapkamerramen en de naargeestige verschijning van haar verzorger Håkan. In hun vriendschap moedigt Eli haar buurjongen aan om voor zichzelf op te komen, waarop Oskar Conny – tijdens het schoolschaatsen onder leiding van meester Avila en in het bijzijn van hulpjes Martin en Andreas – met een stok bewerkt en diens oor volledig tot gruis slaat.
Håkan spreekt in het bos een passerende jongen aan om hem op grove wijze te doden, ondersteboven op te hangen en zijn bloed middels een neksnede in een jerrycan te laten vloeien. Als "vader" ziet Håkan het als zijn plicht om Eli, vampier tegen wil en dank, systematisch van menselijk bloed te voorzien, maar door de komst van twee tienermeisjes slaagt hij niet in zijn zelf opgelegde missie. Het meisje begeeft zich op straat om onder een brug de lokale bewoner Jocke van zijn bloed te ontdoen. Håkan verbergt het levenloze lijk in een naburig meer, maar Jockes lichaam wordt tijdens het schoolschaatsen gevonden. Gösta kijkt vanuit zijn raam naar het gore gebeuren en vertelt het bevriende echtpaar Lacke en Virginia hoe een klein meisje zijn kameraad te grazen heeft genomen.
Håkan ziet zijn laatste poging, het na een basketbaltraining draineren van Matte in de kleedkamer, jammerlijk mislukken door tussenkomst van enkele vrienden van de ondersteboven opgehangen jongen. De mentaal geleegde vampiervoogd mismaakt zijn gezicht opzettelijk met een bijtend zuur om identificatie onmogelijk te maken en Eli's veiligheid te garanderen. Het duivelse meisje ontdekt waar Håkan zich in het ziekenhuis bevindt, klopt van buiten tegen het raam van zijn kamer en zuigt alle bloed uit zijn wanstaltige verschijning. Eli's ranke lichaam bevat voorlopig voldoende bloed, maar Håkans verminkte lichaam stort te pletter op het trottoir en kan vanaf heden zijn diensten niet meer verrichten.
Na de dood van haar bloedbode begeeft Eli zich naar Oskars appartement en brengt de nacht door met haar enige vertrouweling. Oskar laat Eli een bijzondere plaats zien waar hij haar voorstelt om samen een bloedband aan te gaan, zich in zijn hand snijdt, en Eli vraagt hetzelfde te doen. Dan komt de ware aard van het meisje boven, wanneer ze Oskars op de vloer gevallen bloed oplikt en abrupt de benen neemt. Na een ruzie verlaat Virginia de kroeg en op straat valt Eli de kwade vrouw aan, maar een toegesnelde Lacke schopt de dader weg van slachtoffer. Virginia raakt dusdanig gewond dat ze geleidelijk in een bloedzuiger verandert: ze krijgt last van bloeddorst, kan geen zonlicht meer verdragen. In het ziekenhuis vraagt de naar rust verlangende patiënte haar verpleger om het kamergordijn te openen, waardoor het zonlicht haar volledig in vlammen doet opgaan.
Na de dood van Virginia breekt Lacke 's nachts in bij Eli om haar te doden, maar Oskar voorkomt dat zijn vurige vriendin in bad voortijdig het leven moet laten en Eli drinkt de rode gloed van het bloed van de ongenode gast. Voor Eli staat de noodzaak van een nieuwe verhuizing vast, terwijl Oskar het vreselijk vindt dat het meisje uit zijn leven zal verdwijnen. Eli's liefde voor Oskar lijkt waarachtig wanneer ze zonder uitnodiging binnenstapt en vrijwel direct over haar gehele lichaam begint te bloeden, totdat Oskar erger voorkomt. Na Eli's vertrek haalt Conny's vriend Martin Oskar over om naar het lokale zwembad te komen, waar Conny's oudere broer Jimmy hem met een mes dwingt om drie minuten onder water te blijven. De wijzers van de klok kruipen voort, maar later blijkt dat zijn geluk hem niet in de steek heeft gelaten. Later ziet men dat Oskar in een trein zit met een grote kist voor zich. Een conducteur vraagt om zijn kaartje en of die kist van hem is, Oskar knikt hier vervolgens bij. Nadat de conducteur weg loopt, is een getik te horen uit de kist. Eli maakt dit geluid. Oskar klopt terug en kijkt zingend verder uit het raam.

## Rolverdeling
- Kåre Hedebrant: Oskar
- Lina Leandersson: Eli
- Susanne Ruben: Eli (oud)
- Per Ragnar: Håkan
- Henrik Dahl: Erik
- Karin Bergquist: Yvonne
- Patrik Rydmark: Conny
- Mikael Erhardsson: Martin
- Johan Sömnes: Andreas
- Rasmus Luthander: Jimmy
- Peter Carlberg: Lacke
- Ika Nord: Virginia
- Karl-Robert Lindgren: Gösta
- Mikael Rahm: Jocke
- Cayetano Ruiz: Meester Avila
- Christoffer Bohlin: Matte
- Tom Ljungman: Vriend Matte
- Fredrik Ramel: Vriend Matte
- Linus Hanner: Vermoorde jongen
- Julia Nilsson: Tienermeisje
- Elin Almén: Tienermeisje
- Anders T. Peedu: Morgan
- Pale Olofsson: Larry
- Sören Källstigen: Janne
- Kajsa Linderholm: Lerares
- Ingemar Raukola: Conciërge
- Malin Cederbladh: Receptioniste

## Filmmuziek
1. The Arrival
2. Eli And Oscar
3. Eli's Theme
4. The Slaughter
5. Oscar In Love
6. Hiding The Body
7. After The Fight
8. Oscar Strikes Back
9. Virginia Wakes Up
10. The Father
11. Spotting A Victim
12. Giving Up
13. Death Of Hakan
14. Virginia Is Bitten
15. Then We Are Together
16. Virginia In Flames
17. Eli Bleeds
18. Related By Blood
19. Lacke Dies
20. Going Home
21. Let The Right One In